# EPrix van Ad Diriyah 2022
De ePrix van Ad Diriyah 2022 werd gehouden over twee races op 28 en 29 januari 2022 op het Riyadh Street Circuit. Dit waren de eerste en tweede race van het achtste Formule E-seizoen.
De eerste race werd gewonnen door Mercedes-coureur Nyck de Vries, die net als in 2021 de seizoensopener won. Zijn teamgenoot Stoffel Vandoorne startte vanaf pole position, maar werd tweede. Andretti-coureur Jake Dennis eindigde als derde.
De tweede race werd gewonnen door Venturi-coureur Edoardo Mortara. Envision-coureur Robin Frijns eindigde als tweede, terwijl de tweede Venturi-rijder Lucas di Grassi derde werd.

## Race 1

### Kwalificatie

#### Groepsfase
De top vier uit iedere groep kwalificeerde zich voor de knockoutfase.
Groep A
| Pos | No | Coureur             | Team             | Tijd     |
| --- | -- | ------------------- | ---------------- | -------- |
| 1   | 4  | Robin Frijns        | Envision-Audi    | 1:09.163 |
| 2   | 10 | Sam Bird            | Jaguar           | 1:09.407 |
| 3   | 5  | Stoffel Vandoorne   | Mercedes         | 1:09.489 |
| 4   | 30 | Oliver Rowland      | Mahindra         | 1:09.549 |
| 5   | 11 | Lucas di Grassi     | Venturi-Mercedes | 1:09.617 |
| 6   | 94 | Pascal Wehrlein     | Porsche          | 1:09.710 |
| 7   | 25 | Jean-Éric Vergne    | Techeetah-DS     | 1:09.811 |
| 8   | 7  | Sérgio Sette Câmara | Dragon-Penske    | 1:09.867 |
| 9   | 28 | Oliver Askew        | Andretti-BMW     | 1:09.891 |
| 10  | 3  | Oliver Turvey       | NIO              | 1:10.129 |
| 11  | 23 | Sébastien Buemi     | e.dams-Nissan    | 1:10.185 |

Groep B
| Pos | No | Coureur                | Team             | Tijd     |
| --- | -- | ---------------------- | ---------------- | -------- |
| 1   | 17 | Nyck de Vries          | Mercedes         | 1:09.614 |
| 2   | 37 | Nick Cassidy           | Envision-Audi    | 1:09.214 |
| 3   | 27 | Jake Dennis            | Andretti-BMW     | 1:09.284 |
| 4   | 36 | André Lotterer         | Porsche          | 1:09.313 |
| 5   | 22 | Maximilian Günther     | e.dams-Nissan    | 1:09.471 |
| 6   | 48 | Edoardo Mortara        | Venturi-Mercedes | 1:09.536 |
| 7   | 9  | Mitch Evans            | Jaguar           | 1:09.587 |
| 8   | 13 | António Félix da Costa | Techeetah-DS     | 1:09.704 |
| 9   | 29 | Alexander Sims         | Mahindra         | 1:10.039 |
| 10  | 33 | Dan Ticktum            | NIO              | 1:10.507 |
| 11  | 99 | Antonio Giovinazzi     | Dragon-Penske    | 1:10.596 |

#### Knockoutfase
De combinatie letter/cijfer staat voor de groep waarin de betreffende coureur uitkwam en de positie die hij in deze groep behaalde.
|  | Kwartfinale       | Kwartfinale       |                   |          | Halve finale | Halve finale |  |  | Finale | Finale |
|  |                   |                   |                   |          |              |              |  |  |        |        |
|  |                   |                   |                   |          |              |              |  |  |        |        |
|  | B4-A1             |                   |                   |          |              |              |  |  |        |        |
|  |                   |                   |                   |          |              |              |  |  |        |        |
|  | André Lotterer    | 1:09.018          |                   |          |              |              |  |  |        |        |
|  | André Lotterer    | 1:09.018          | K1-K2             |          |              |              |  |  |        |        |
|  | Robin Frijns      | 1:09.109          |                   |          |              |              |  |  |        |        |
|  | Robin Frijns      | 1:09.109          | André Lotterer    | 1:09.014 |              |              |  |  |        |        |
|  | B3-A2             |                   | André Lotterer    | 1:09.014 |              |              |  |  |        |        |
|  |                   | Jake Dennis       | 1:08.379          |          |              |              |  |  |        |        |
|  | Jake Dennis       | Jake Dennis       | 1:08.379          | 1:08.749 |              |              |  |  |        |        |
|  | Jake Dennis       |                   | H1-H2             | 1:08.749 |              |              |  |  |        |        |
|  | Sam Bird          | 1:08.919          |                   |          |              |              |  |  |        |        |
|  | Sam Bird          | 1:08.919          | Jake Dennis       | 1:08.926 |              |              |  |  |        |        |
|  | A3-B2             |                   | Jake Dennis       | 1:08.926 |              |              |  |  |        |        |
|  |                   | Stoffel Vandoorne | 1:08.626          |          |              |              |  |  |        |        |
|  | Stoffel Vandoorne | Stoffel Vandoorne | 1:08.626          | 1:08.873 |              |              |  |  |        |        |
|  | Stoffel Vandoorne | K3-K4             |                   | 1:08.873 |              |              |  |  |        |        |
|  | Nick Cassidy      | 1:08.951          |                   |          |              |              |  |  |        |        |
|  | Nick Cassidy      | 1:08.951          | Stoffel Vandoorne | 1:08.407 |              |              |  |  |        |        |
|  | A4-B1             |                   | Stoffel Vandoorne | 1:08.407 |              |              |  |  |        |        |
|  |                   | Nyck de Vries     | 1:08.813          |          |              |              |  |  |        |        |
|  | Oliver Rowland    | Nyck de Vries     | 1:08.813          | 1:09.329 |              |              |  |  |        |        |
|  | Oliver Rowland    |                   |                   | 1:09.329 |              |              |  |  |        |        |
|  | Nyck de Vries     | 1:08.600          |                   |          |              |              |  |  |        |        |
|  | Nyck de Vries     | 1:08.600          |                   |          |              |              |  |  |        |        |

#### Startopstelling
| Pos | No | Coureur                | Team             |
| --- | -- | ---------------------- | ---------------- |
| 1   | 5  | Stoffel Vandoorne      | Mercedes         |
| 2   | 27 | Jake Dennis            | Andretti-BMW     |
| 3   | 17 | Nyck de Vries          | Mercedes         |
| 4   | 36 | André Lotterer         | Porsche          |
| 5   | 10 | Sam Bird               | Jaguar           |
| 6   | 37 | Nick Cassidy           | Envision-Audi    |
| 7   | 4  | Robin Frijns           | Envision-Audi    |
| 8   | 11 | Lucas di Grassi        | Venturi-Mercedes |
| 9   | 22 | Maximilian Günther     | e.dams-Nissan    |
| 10  | 94 | Pascal Wehrlein        | Porsche          |
| 11  | 30 | Oliver Rowland         | Mahindra         |
| 12  | 48 | Edoardo Mortara        | Venturi-Mercedes |
| 13  | 25 | Jean-Éric Vergne       | Techeetah-DS     |
| 14  | 9  | Mitch Evans            | Jaguar           |
| 15  | 7  | Sérgio Sette Câmara    | Dragon-Penske    |
| 16  | 13 | António Félix da Costa | Techeetah-DS     |
| 17  | 28 | Oliver Askew           | Andretti-BMW     |
| 18  | 29 | Alexander Sims         | Mahindra         |
| 19  | 3  | Oliver Turvey          | NIO              |
| 20  | 33 | Dan Ticktum            | NIO              |
| 21  | 23 | Sébastien Buemi        | e.dams-Nissan    |
| 22  | 99 | Antonio Giovinazzi     | Dragon-Penske    |

### Race
| Pos | No | Coureur                | Team             | Rondes | Tijd/Oorzaak uitval | Grid | Punten |
| --- | -- | ---------------------- | ---------------- | ------ | ------------------- | ---- | ------ |
| 1   | 17 | Nyck de Vries          | Mercedes         | 41     | 52:14.642           | 3    | 25     |
| 2   | 5  | Stoffel Vandoorne      | Mercedes         | 41     | +0.636              | 1    | 21     |
| 3   | 27 | Jake Dennis            | Andretti-BMW     | 41     | +8.802              | 2    | 15     |
| 4   | 10 | Sam Bird               | Jaguar           | 41     | +14.925             | 5    | 12     |
| 5   | 11 | Lucas di Grassi        | Venturi-Mercedes | 41     | +15.152             | 8    | 10     |
| 6   | 48 | Edoardo Mortara        | Venturi-Mercedes | 41     | +16.015             | 12   | 8      |
| 7   | 37 | Nick Cassidy           | Envision-Audi    | 41     | +17.265             | 6    | 7      |
| 8   | 25 | Jean-Éric Vergne       | Techeetah-DS     | 41     | +25.076             | 13   | 4      |
| 9   | 28 | Oliver Askew           | Andretti-BMW     | 41     | +25.699             | 17   | 2      |
| 10  | 9  | Mitch Evans            | Jaguar           | 41     | +27.320             | 14   | 1      |
| 11  | 94 | Pascal Wehrlein        | Porsche          | 41     | +28.781             | 10   |        |
| 12  | 22 | Maximilian Günther     | e.dams-Nissan    | 41     | +30.536             | 9    |        |
| 13  | 36 | André Lotterer         | Porsche          | 41     | +31.521             | 4    |        |
| 14  | 29 | Alexander Sims         | Mahindra         | 41     | +34.572             | 18   |        |
| 15  | 7  | Sérgio Sette Câmara    | Dragon-Penske    | 41     | +36.781             | 15   |        |
| 16  | 4  | Robin Frijns           | Envision-Audi    | 41     | +39.953             | 7    |        |
| 17  | 23 | Sébastien Buemi        | e.dams-Nissan    | 41     | +41.334             | 21   |        |
| 18  | 33 | Dan Ticktum            | NIO              | 41     | +49.222             | 20   |        |
| 19  | 3  | Oliver Turvey          | NIO              | 41     | +50.965             | 19   |        |
| 20  | 99 | Antonio Giovinazzi     | Dragon-Penske    | 41     | +1:16.527           | 22   |        |
| DNF | 30 | Oliver Rowland         | Mahindra         | 7      | Ongeluk             | 11   |        |
| DNF | 13 | António Félix da Costa | Techeetah-DS     | 0      | Schade ongeluk      | 16   |        |

## Race 2

### Kwalificatie

#### Groepsfase
De top vier uit iedere groep kwalificeerde zich voor de knockoutfase.
Groep A
| Pos | No | Coureur             | Team             | Tijd      |
| --- | -- | ------------------- | ---------------- | --------- |
| 1   | 17 | Nyck de Vries       | Mercedes         | 1:07.939  |
| 2   | 11 | Lucas di Grassi     | Venturi-Mercedes | 1:08.083  |
| 3   | 30 | Oliver Rowland      | Mahindra         | 1:08.101  |
| 4   | 36 | André Lotterer      | Porsche          | 1:08.224  |
| 5   | 27 | Jake Dennis         | Andretti-BMW     | 1:08.419  |
| 6   | 94 | Pascal Wehrlein     | Porsche          | 1:08.454  |
| 7   | 28 | Oliver Askew        | Andretti-BMW     | 1:08.626  |
| 8   | 23 | Sébastien Buemi     | e.dams-Nissan    | 1:08.829  |
| 9   | 3  | Oliver Turvey       | NIO              | 1:08.943  |
| 10  | 7  | Sérgio Sette Câmara | Dragon-Penske    | Geen tijd |
| 11  | 37 | Nick Cassidy        | Envision-Audi    | Geen tijd |

Groep B
| Pos | No | Coureur                | Team             | Tijd     |
| --- | -- | ---------------------- | ---------------- | -------- |
| 1   | 48 | Edoardo Mortara        | Venturi-Mercedes | 1:07.724 |
| 2   | 4  | Robin Frijns           | Envision-Audi    | 1:07.757 |
| 3   | 13 | António Félix da Costa | Techeetah-DS     | 1:07.806 |
| 4   | 25 | Jean-Éric Vergne       | Techeetah-DS     | 1:07.968 |
| 5   | 29 | Alexander Sims         | Mahindra         | 1:08.011 |
| 6   | 5  | Stoffel Vandoorne      | Mercedes         | 1:08.257 |
| 7   | 22 | Maximilian Günther     | e.dams-Nissan    | 1:08.339 |
| 8   | 9  | Mitch Evans            | Jaguar           | 1:08.368 |
| 9   | 33 | Dan Ticktum            | NIO              | 1:08.753 |
| 10  | 99 | Antonio Giovinazzi     | Dragon-Penske    | 1:08.811 |
| 11  | 10 | Sam Bird               | Jaguar           | 1:13.910 |

#### Knockoutfase
De combinatie letter/cijfer staat voor de groep waarin de betreffende coureur uitkwam en de positie die hij in deze groep behaalde.
|  | Kwartfinale            | Kwartfinale     |               |           | Halve finale | Halve finale |  |  | Finale | Finale |
|  |                        |                 |               |           |              |              |  |  |        |        |
|  |                        |                 |               |           |              |              |  |  |        |        |
|  | B4-A1                  |                 |               |           |              |              |  |  |        |        |
|  |                        |                 |               |           |              |              |  |  |        |        |
|  | Jean-Éric Vergne       | 1:07.539        |               |           |              |              |  |  |        |        |
|  | Jean-Éric Vergne       | 1:07.539        | K1-K2         |           |              |              |  |  |        |        |
|  | Nyck de Vries          | 1:06.871        |               |           |              |              |  |  |        |        |
|  | Nyck de Vries          | 1:06.871        | Nyck de Vries | 1:06.835  |              |              |  |  |        |        |
|  | B3-A2                  |                 | Nyck de Vries | 1:06.835  |              |              |  |  |        |        |
|  |                        | Lucas di Grassi | 1:07.216      |           |              |              |  |  |        |        |
|  | António Félix da Costa | Lucas di Grassi | 1:07.216      | Geen tijd |              |              |  |  |        |        |
|  | António Félix da Costa |                 | H1-H2         | Geen tijd |              |              |  |  |        |        |
|  | Lucas di Grassi        | 1:07.580        |               |           |              |              |  |  |        |        |
|  | Lucas di Grassi        | 1:07.580        | Nyck de Vries | 1:07.154  |              |              |  |  |        |        |
|  | A3-B2                  |                 | Nyck de Vries | 1:07.154  |              |              |  |  |        |        |
|  |                        | Edoardo Mortara | 1:07.159      |           |              |              |  |  |        |        |
|  | Oliver Rowland         | Edoardo Mortara | 1:07.159      | 1:07.780  |              |              |  |  |        |        |
|  | Oliver Rowland         | K3-K4           |               | 1:07.780  |              |              |  |  |        |        |
|  | Robin Frijns           | 1:07.207        |               |           |              |              |  |  |        |        |
|  | Robin Frijns           | 1:07.207        | Robin Frijns  | 1:07.184  |              |              |  |  |        |        |
|  | A4-B1                  |                 | Robin Frijns  | 1:07.184  |              |              |  |  |        |        |
|  |                        | Edoardo Mortara | 1:06.987      |           |              |              |  |  |        |        |
|  | André Lotterer         | Edoardo Mortara | 1:06.987      | 1:07.285  |              |              |  |  |        |        |
|  | André Lotterer         |                 |               | 1:07.285  |              |              |  |  |        |        |
|  | Edoardo Mortara        | 1:07.014        |               |           |              |              |  |  |        |        |
|  | Edoardo Mortara        | 1:07.014        |               |           |              |              |  |  |        |        |

#### Startopstelling
| Pos | No | Coureur                | Team             |
| --- | -- | ---------------------- | ---------------- |
| 1   | 17 | Nyck de Vries          | Mercedes         |
| 2   | 48 | Edoardo Mortara        | Venturi-Mercedes |
| 3   | 4  | Robin Frijns           | Envision-Audi    |
| 4   | 11 | Lucas di Grassi        | Venturi-Mercedes |
| 5   | 36 | André Lotterer         | Porsche          |
| 6   | 25 | Jean-Éric Vergne       | Techeetah-DS     |
| 7   | 13 | António Félix da Costa | Techeetah-DS     |
| 8   | 27 | Jake Dennis            | Andretti-BMW     |
| 9   | 29 | Alexander Sims         | Mahindra         |
| 10  | 30 | Oliver Rowland         | Mahindra         |
| 11  | 94 | Pascal Wehrlein        | Porsche          |
| 12  | 5  | Stoffel Vandoorne      | Mercedes         |
| 13  | 28 | Oliver Askew           | Andretti-BMW     |
| 14  | 22 | Maximilian Günther     | e.dams-Nissan    |
| 15  | 23 | Sébastien Buemi        | e.dams-Nissan    |
| 16  | 9  | Mitch Evans            | Jaguar           |
| 17  | 3  | Oliver Turvey          | NIO              |
| 18  | 33 | Dan Ticktum            | NIO              |
| 19  | 7  | Sérgio Sette Câmara    | Dragon-Penske    |
| 20  | 99 | Antonio Giovinazzi     | Dragon-Penske    |
| 21  | 10 | Sam Bird               | Jaguar           |
| 22  | 37 | Nick Cassidy           | Envision-Audi    |

### Race
| Pos | No | Coureur                | Team             | Rondes | Tijd/Oorzaak uitval | Grid | Punten |
| --- | -- | ---------------------- | ---------------- | ------ | ------------------- | ---- | ------ |
| 1   | 48 | Edoardo Mortara        | Venturi-Mercedes | 35     | 47:02.131           | 2    | 25     |
| 2   | 4  | Robin Frijns           | Envision-Audi    | 35     | +0.451              | 3    | 18     |
| 3   | 11 | Lucas di Grassi        | Venturi-Mercedes | 35     | +0.912              | 4    | 15     |
| 4   | 36 | André Lotterer         | Porsche          | 35     | +1.125              | 5    | 12     |
| 5   | 27 | Jake Dennis            | Andretti-BMW     | 35     | +1.646              | 8    | 10     |
| 6   | 25 | Jean-Éric Vergne       | Techeetah-DS     | 35     | +3.166              | 6    | 8      |
| 7   | 5  | Stoffel Vandoorne      | Mercedes         | 35     | +3.568              | 12   | 7      |
| 8   | 30 | Oliver Rowland         | Mahindra         | 35     | +4.235              | 10   | 4      |
| 9   | 94 | Pascal Wehrlein        | Porsche          | 35     | +4.962              | 11   | 2      |
| 10  | 17 | Nyck de Vries          | Mercedes         | 35     | +5.294              | 1    | 4      |
| 11  | 28 | Oliver Askew           | Andretti-BMW     | 35     | +6.732              | 13   |        |
| 12  | 13 | António Félix da Costa | Techeetah-DS     | 35     | +8.693              | 7    |        |
| 13  | 23 | Sébastien Buemi        | e.dams-Nissan    | 35     | +9.015              | 15   |        |
| 14  | 22 | Maximilian Günther     | e.dams-Nissan    | 35     | +9.464              | 14   |        |
| 15  | 10 | Sam Bird               | Jaguar           | 35     | +11.690             | 21   |        |
| 16  | 37 | Nick Cassidy           | Envision-Audi    | 35     | +13.973             | 22   |        |
| 17  | 7  | Sérgio Sette Câmara    | Dragon-Penske    | 35     | +14.521             | 19   |        |
| 18  | 3  | Oliver Turvey          | NIO              | 35     | +15.005             | 17   |        |
| 19  | 33 | Dan Ticktum            | NIO              | 35     | +16.744             | 18   |        |
| 20  | 99 | Antonio Giovinazzi     | Dragon-Penske    | 35     | +17.681             | 20   |        |
| 21  | 9  | Mitch Evans            | Jaguar           | 35     | +29.872             | 16   |        |
| DNF | 29 | Alexander Sims         | Mahindra         | 29     | Ongeluk             | 9    |        |

## Tussenstanden wereldkampioenschap

### Coureurs
| Positie | No. | Rijder            | Team             | Punten |
| ------- | --- | ----------------- | ---------------- | ------ |
| 01      | 48  | Edoardo Mortara   | Venturi-Mercedes | 33     |
| 02      | 17  | Nyck de Vries     | Mercedes         | 29     |
| 03      | 5   | Stoffel Vandoorne | Mercedes         | 28     |
| 04      | 27  | Jake Dennis       | Andretti-BMW     | 25     |
| 05      | 11  | Lucas di Grassi   | Venturi-Mercedes | 25     |
| 06      | 4   | Robin Frijns      | Envision-Audi    | 18     |
| 07      | 36  | André Lotterer    | Porsche          | 12     |
| 08      | 10  | Sam Bird          | Jaguar           | 12     |
| 09      | 25  | Jean-Éric Vergne  | Techeetah-DS     | 12     |
| 10      | 37  | Nick Cassidy      | Envision-Audi    | 07     |

### Constructeurs
| Positie | Team             | Punten |
| ------- | ---------------- | ------ |
| 01      | Venturi-Mercedes | 58     |
| 02      | Mercedes         | 57     |
| 03      | Andretti-BMW     | 27     |
| 04      | Envision-Audi    | 25     |
| 05      | Porsche          | 14     |
| 06      | Jaguar           | 13     |
| 07      | Techeetah-DS     | 12     |
| 08      | Mahindra         | 04     |
| 09      | e.dams-Nissan    | 0      |
| 10      | Dragon-Penske    | 0      |